# Anthanassa sitalces
Anthanassa sitalces is een vlinder uit de familie Nymphalidae. De wetenschappelijke naam van de soort is voor het eerst geldig gepubliceerd in 1882 door Frederick DuCane Godman & Osbert Salvin.